# Torre Blanca (Sevilla)

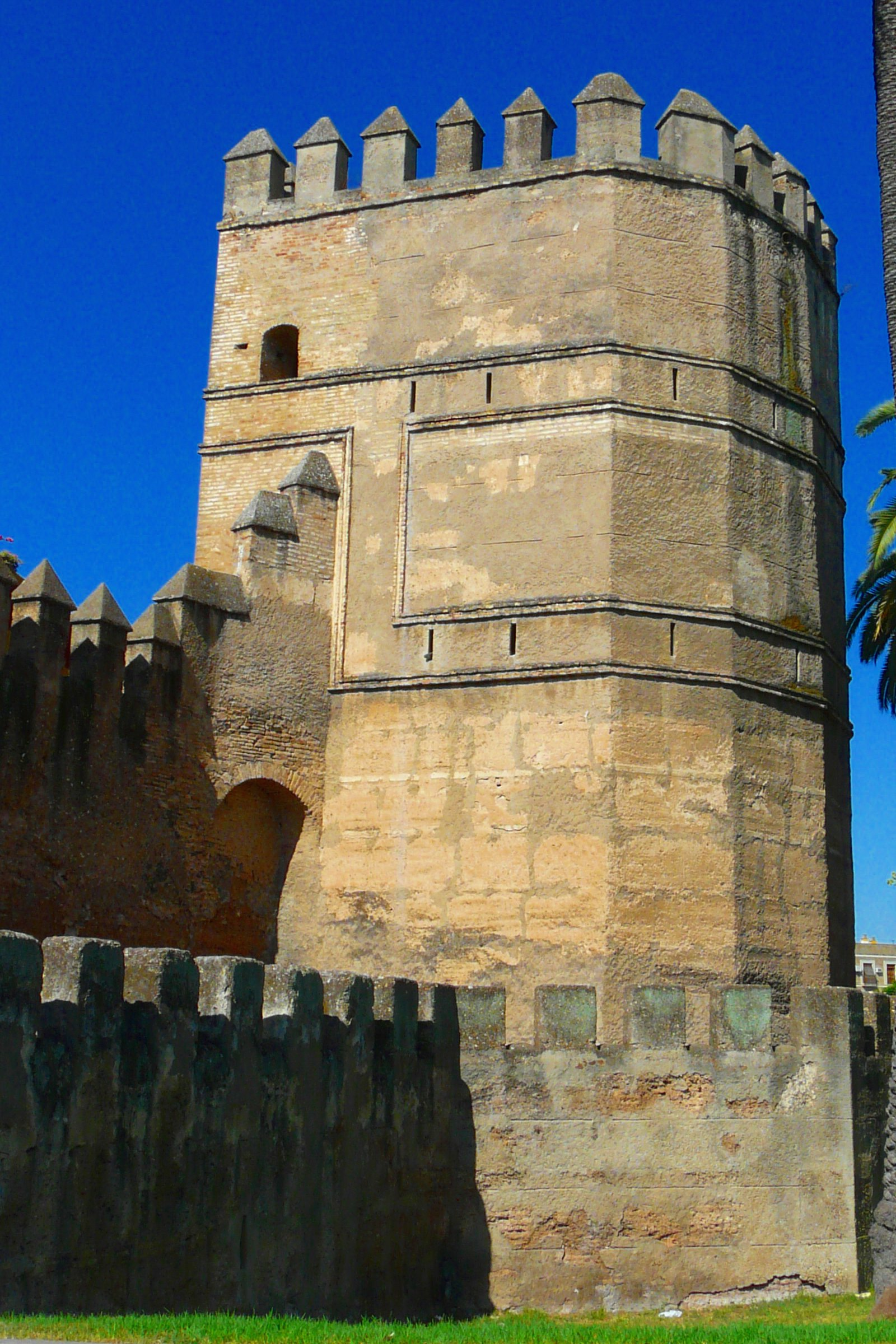
Torre Blanca

Der Torre Blanca ist ein historischer Wehrturm in der Hauptstadt Sevilla der Autonomen Region Andalusien.
Der Weiße Turm, der zur Festungsmauer von Sevilla gehört, wurde in der Zeit der Almohaden errichtet und war ein Teil der Abwehranlage im 12. und 13. Jahrhundert. Nach historischen Aufzeichnungen wurde der Torre Blanca im Auftrag Sultans Ali ibn Yusuf ibn Taschfin erbaut. Im 13. Jahrhundert wurde er ausgebaut. 
In der Zeit vor der Ersten Spanischen Republik wurde der Turm in der „Glorreichen“ Revolution von 1868 weitgehend zerstört und danach in veränderter Bauweise neu errichtet, jedoch nicht mehr weiß verputzt, wie bei jener Version, die dem Turm ursprünglich ihren Namen gab. Seit 1908 ist der Torre Blanca unverändert geblieben und in der Liste Bien de Interés Cultural als Kulturdenkmal zusammen mit der Stadtmauer Murailles de Séville eingetragen. 